# Стейнс-апон-Темз
Стейнс-апон-Темз (англ. Staines-upon-Thames [steɪnz əˈpɒn tɛmz]) — город в графстве Суррей Великобритании. Располагается у реки Темзы.

## Названия и этимология
Название города Стейнс происходит от среднеанглийского stanes, которое, в свою очередь, происходит от древнеанглийского stānas «камни». Название было изменено в 2012 году на Стейнс-апон-Темз, в том числе для того, чтобы убрать ассоциацию го́рода с персонажем Али Джи из Шоу Али Джи.

## Расположение
Стейнс-апон-Темз находится в пределах западной границы кольцевой автомобильной дороги M25, в 27 км к юго-западу от Чаринг-Кросс. Город располагается в пределах Лондонского метрополитенского района, городской агломерации Большой Лондон и примыкает к части зеленого пояса Лондона.

## Спорт
В городе располагаются футбольные клубы Стейнс Таун и Стейнс Ламмас.